# Elecciones municipales de 2007 en Asturias
E
n este artículo se detallan los resultados de las elecciones habidas en España en 2007, centrándose en los municipios de la comunidad autónoma del Principado de Asturias

## Asturias
| Partido | votos | % votos | Ediles                                          |
| --- | --- | --- | ----------------------------------------------- |
| Partido Socialista Obrero Español Partido Popular Izquierda Unida-Bloque por Asturies-Los Verdes Unión Renovadora Asturiana-Partíu Asturianista Asamblea de Ciudadanos por la Izquierda Agrupación Social Independiente de Avilés Unión Social Progresista de Corvera Partido Independiente de Siero Andecha Astur Conceyu Astur Plataforma Vecinal de La Fresneda Agrupación Independiente de Grado Asturias Unión Independiente de Carreño Bloque Independiente de Bimenes Alternativa por Tapia Unión Renovadora Asturiana-Partíu Asturianista-Unidad Campesina de Tineo Progreso Municipal de Sariego Asturianistes por Nava Unidad Praviana Cambio Siglo XXI Izquierda Asturiana Independientes por Teverga Alternativa Socialista de Ibias Asambleas de Ciudadanos por la Izquierda Andecha por Carreño Agrupación Independiente de Gozón Candidatura Independiente de las Tierras Allandesas Sariego Democracia Agrupación Independiente del Municipio de Proaza | 234.562 232.374 60.615 10.911 7.755 5.904 2.930 2.256 2.100 1.758 1.577 1.143 885 872 779 602 537 502 495 437 429 426 398 397 331 217 149 128 | 39,72 39,35 10,27 1,85 1,31 1 0,5 0,38 0,36 0,3 0,27 0,19 0,15 0,13 0,1 0,09 0,08 0,07 0,06 0,04 0,03 0,02 | 444 338 98 10 1 4 7 2 0 1 3 7 3 1 6 2 1 3 1 3 1 |

### Allande
- Alcalde: José Antonio Mesa Pieiga (PSOE)
- Gobierno municipal: PSOE

| Partido                                                                                               | votos       | % votos           | Ediles |
| --- | ----------- | ----------------- | ------ |
| Partido Socialista Obrero Español Partido Popular Candidatura Independiente de las Tierras Allandesas | 977 223 217 | 67,33 15,37 14,96 | 8 2 1  |

### Aller
- Alcalde: Gabriel Pérez Villalta (PSOE)
- Gobierno municipal: PSOE (en minoría)

| Partido                                                                                          | votos             | % votos        | Ediles |
| ------------------------------------------------------------------------------------------------ | ----------------- | -------------- | ------ |
| Partido Socialista Obrero Español Partido Popular Izquierda Unida-Bloque por Asturies-Los Verdes | 3.201 3.078 1.350 | 40 38,47 16,87 | 7 3    |

### Amieva
- Alcalde: Ángel García García (PSOE)
- Gobierno municipal: PSOE

| Partido                                           | votos   | % votos    | Ediles |
| ------------------------------------------------- | ------- | ---------- | ------ |
| Partido Socialista Obrero Español Partido Popular | 346 219 | 57,1 36,14 | 4 3    |

### Avilés
- Alcalde: Pilar Varela Díaz (PSOE)
- Gobierno municipal: PSOE e IU-BA-LV

| Partido | votos                     | % votos               | Ediles   |
| --- | ------------------------- | --------------------- | -------- |
| Partido Socialista Obrero Español Partido Popular Agrupación Social Independiente de Avilés Izquierda Unida-Bloque por Asturies-Los Verdes | 17.587 13.280 5.904 4.042 | 40,82 30,82 13,7 9,38 | 11 8 4 2 |

### Belmonte de Miranda
- Alcalde: Roberto Pérez López (PSOE)
- Gobierno municipal: PSOE

| Partido                                           | votos   | % votos     | Ediles |
| ------------------------------------------------- | ------- | ----------- | ------ |
| Partido Socialista Obrero Español Partido Popular | 711 481 | 54,48 36,86 | 5 4    |

### Bimenes
- Alcalde: José Emilio González Aller (BIB)
- Gobierno municipal: BIB

| Partido | votos       | % votos           | Ediles |
| --- | ----------- | ----------------- | ------ |
| Bloque Independiente de Bimenes Partido Socialista Obrero Español Izquierda Unida-Bloque por Asturies-Los Verdes | 872 208 148 | 64,16 15,16 10,89 | 7 1    |

### Boal
- Alcalde: José Antonio Barrientos González (PSOE)
- Gobierno municipal: PSOE (en minoría)

| Partido                                                                                          | votos       | % votos           | Ediles |
| ------------------------------------------------------------------------------------------------ | ----------- | ----------------- | ------ |
| Partido Socialista Obrero Español Partido Popular Izquierda Unida-Bloque por Asturies-Los Verdes | 679 528 246 | 45,69 35,53 16,55 | 5 4 2  |

### Cabrales
- Alcalde: José Vicente del Carmen Bustillo (PSOE)
- Gobierno municipal: PSOE y URAS-PAS-PIC

| Partido | votos       | % votos          | Ediles |
| --- | ----------- | ---------------- | ------ |
| Partido Popular Partido Socialista Obrero Español Unión Renovadora Asturiana-Partíu Asturianista-Partido Independiente de Cabrales | 817 714 194 | 45,46 39,73 10,8 | 5 1    |

### Cabranes
- Alcalde: Alejandro Vega Riego (PSOE)
- Gobierno municipal: PSOE

| Partido                                           | votos   | % votos    | Ediles |
| ------------------------------------------------- | ------- | ---------- | ------ |
| Partido Socialista Obrero Español Partido Popular | 697 134 | 81,9 15,75 | 8 1    |

### Candamo
- Alcalde: José Antonio García Vega (PSOE)
- Gobierno municipal: PSOE

| Partido                                                                                          | votos       | % votos          | Ediles |
| ------------------------------------------------------------------------------------------------ | ----------- | ---------------- | ------ |
| Partido Socialista Obrero Español Partido Popular Izquierda Unida-Bloque por Asturies-Los Verdes | 927 288 140 | 66,12 20,54 9,99 | 8 2 1  |

### Cangas de Onís
- Alcalde: Alfredo García Álvarez (PSOE)
- Gobierno municipal: PSOE

| Partido                                           | votos       | % votos     | Ediles |
| ------------------------------------------------- | ----------- | ----------- | ------ |
| Partido Socialista Obrero Español Partido Popular | 2.109 1.766 | 51,15 42,83 | 7 6    |

### Cangas del Narcea
- Alcalde: José Manuel Martínez González (IU-BA-LV)
- Gobierno municipal: PP e IU-BA-LV (ambos expulsados)

| Partido                                                                                          | votos             | % votos           | Ediles |
| ------------------------------------------------------------------------------------------------ | ----------------- | ----------------- | ------ |
| Partido Socialista Obrero Español Partido Popular Izquierda Unida-Bloque por Asturies-Los Verdes | 3.304 2.609 1.129 | 44,28 34,97 15,13 | 8 6 3  |

### Caravia
- Alcalde: Pablo García Pando (PSOE)
- Gobierno municipal: PSOE

| Partido                                           | votos   | % votos     | Ediles |
| ------------------------------------------------- | ------- | ----------- | ------ |
| Partido Socialista Obrero Español Partido Popular | 221 182 | 52,62 43,33 | 4 3    |

### Carreño
- Alcalde: Manuel Ángel Riego González (PSOE)
- Gobierno municipal: PSOE, IU-BA-LV (en minoría)

| Partido | votos                       | % votos                         | Ediles    |
| --- | --------------------------- | ------------------------------- | --------- |
| Partido Socialista Obrero Español Partido Popular Unión Independiente de Carreño Izquierda Unida-Bloque por Asturies-Los Verdes Andecha por Carreño Unión Renovadora Asturiana-Partíu Asturianista | 2.015 1.461 885 716 397 326 | 33,2 24,07 14,58 11,8 6,54 5,37 | 6 4 3 2 1 |

### Caso
- Alcalde: Elías Rodríguez Lozano (IU-BA-LV)
- Gobierno municipal: IU-BA-LV y PSOE

| Partido                                                                                          | votos       | % votos           | Ediles |
| ------------------------------------------------------------------------------------------------ | ----------- | ----------------- | ------ |
| Partido Popular Izquierda Unida-Bloque por Asturies-Los Verdes Partido Socialista Obrero Español | 640 563 277 | 41,56 36,56 17,99 | 4 1    |

### Castrillón
- Alcalde: Ángela Rosa Vallina de la Noval (IU-BA-LV)
- Gobierno municipal: IU-BA-LV y PSOE

| Partido                                                                                          | votos             | % votos           | Ediles |
| ------------------------------------------------------------------------------------------------ | ----------------- | ----------------- | ------ |
| Partido Popular Izquierda Unida-Bloque por Asturies-Los Verdes Partido Socialista Obrero Español | 4.608 3.360 2.516 | 38,89 28,36 21,23 | 9 7 5  |

### Castropol
- Alcalde: José Ángel Pérez García (PSOE)
- Gobierno municipal: PSOE

| Partido                                           | votos     | % votos     | Ediles |
| ------------------------------------------------- | --------- | ----------- | ------ |
| Partido Socialista Obrero Español Partido Popular | 1.678 611 | 68,41 24,91 | 8 3    |

### Coaña
- Alcalde: Salvador Méndez Méndez (PP)
- Gobierno municipal: PP

| Partido                                           | votos     | % votos     | Ediles |
| ------------------------------------------------- | --------- | ----------- | ------ |
| Partido Popular Partido Socialista Obrero Español | 1.401 701 | 60,41 32,99 | 7 4    |

### Colunga
- Alcalde: José Rogelio Pando Valle (PSOE)
- Gobierno municipal: PSOE

| Partido                                           | votos       | % votos     | Ediles |
| ------------------------------------------------- | ----------- | ----------- | ------ |
| Partido Socialista Obrero Español Partido Popular | 1.275 1.029 | 49,11 39,64 | 6 5    |

### Corvera de Asturias
- Alcalde: José Luis Vega Suárez (PSOE) (hasta el 19 de marzo de 2009)

Luis Belarmino Moro Suárez (USPC) (desde el 19 de marzo de 2009)
- Gobierno municipal: PSOE e IU-BA-LV (con el apoyo en la investidura del PP, hasta el 19 de marzo de 2009)

USPC y PP (desde el 19 de marzo de 2009)
| Partido | votos                   | % votos                | Ediles  |
| --- | ----------------------- | ---------------------- | ------- |
| Unión Social Progresista de Corvera Partido Socialista Obrero Español Partido Popular Izquierda Unida-Bloque por Asturies-Los Verdes | 2.930 1.952 1.446 1.162 | 36,33 24,2 17,93 14,41 | 7 5 3 2 |

### Cudillero
- Alcalde: Francisco González Méndez (PSOE)
- Gobierno municipal: PSOE

| Partido                                           | votos     | % votos     | Ediles |
| ------------------------------------------------- | --------- | ----------- | ------ |
| Partido Socialista Obrero Español Partido Popular | 2.399 851 | 64,72 22,96 | 10 3   |

### Degaña
- Alcalde: Jaime Gareth Flórez Barreales (IU-BA-LV)
- Gobierno municipal: IU-BA-LV y PSOE

| Partido                                                                                          | votos       | % votos          | Ediles |
| ------------------------------------------------------------------------------------------------ | ----------- | ---------------- | ------ |
| Partido Popular Izquierda Unida-Bloque por Asturies-Los Verdes Partido Socialista Obrero Español | 324 294 273 | 36,08 32,74 30,4 | 3      |

### El Franco
- Alcalde: Cecilia Pérez Sánchez (PSOE)
- Gobierno municipal: PSOE

| Partido                                                                                          | votos           | % votos          | Ediles |
| ------------------------------------------------------------------------------------------------ | --------------- | ---------------- | ------ |
| Partido Socialista Obrero Español Partido Popular Izquierda Unida-Bloque por Asturies-Los Verdes | 1.330 1.080 252 | 48,72 39,56 9,23 | 6 4 1  |

### Gijón
- Alcalde: Paz Fernández Felgueroso (PSOE)
- Gobierno municipal: PSOE e IU-BA-LV

| Partido                                                                                          | votos                | % votos          | Ediles  |
| ------------------------------------------------------------------------------------------------ | -------------------- | ---------------- | ------- |
| Partido Socialista Obrero Español Partido Popular Izquierda Unida-Bloque por Asturies-Los Verdes | 63.769 58.064 12.652 | 44,45 40,47 8,82 | 13 12 2 |

### Gozón
- Alcalde: Salvador Marcelino Fernández Vega (PP)
- Gobierno municipal: PP

| Partido | votos               | % votos                | Ediles  |
| --- | ------------------- | ---------------------- | ------- |
| Partido Popular Partido Socialista Obrero Español Izquierda Unida-Bloque por Asturies-Los Verdes Agrupación Independiente de Gozón | 2.968 1.412 940 331 | 49,45 23,53 15,66 5,51 | 9 4 3 1 |

### Grado
- Alcalde: Antonio Rey González (PP)
- Gobierno municipal: PP y AIGRAS

| Partido | votos                 | % votos                 | Ediles |
| --- | --------------------- | ----------------------- | ------ |
| Partido Popular Izquierda Unida-Bloque por Asturies-Los Verdes Agrupación Independiente de Grado-Asturias Partido Socialista Obrero Español | 1.909 1.867 1.143 964 | 31,63 30,94 18,94 15,97 | 6 5 3  |

### Grandas de Salime
- Alcalde: Eustaquio Revilla Villegas (PSOE)
- Gobierno municipal: PSOE

| Partido                                           | votos   | % votos     | Ediles |
| ------------------------------------------------- | ------- | ----------- | ------ |
| Partido Socialista Obrero Español Partido Popular | 473 240 | 58,11 29,48 | 6 3    |

### Ibias
- Alcalde: María Nélida Barrero Pantigo (AASI)
- Gobierno municipal: AASI (en minoría)

| Partido | votos           | % votos                 | Ediles |
| --- | --------------- | ----------------------- | ------ |
| Agrupación de Electores Alternativa Socialista de Ibias Partido Popular Partido Socialista Obrero Español Izquierda Unida-Bloque por Asturies-Los Verdes | 398 334 215 155 | 36,02 30,23 19,43 14,03 | 3 2 1  |

### Illano
- Alcalde: Leandro López Fernández (PSOE)
- Gobierno municipal: PSOE

| Partido                                           | votos   | % votos     | Ediles |
| ------------------------------------------------- | ------- | ----------- | ------ |
| Partido Socialista Obrero Español Partido Popular | 237 125 | 63,88 33,69 | 5 2    |

### Illas
- Alcalde: Fernando Alberto Tirador Martínez (IU-BA-LV)
- Gobierno municipal: IU-BA-LV y PSOE

| Partido | votos         | % votos              | Ediles |
| --- | ------------- | -------------------- | ------ |
| Izquierda Unida-Bloque por Asturies-Los Verdes Partido Popular Partido Socialista Obrero Español Unión Renovadora Asturiana-Partíu Asturianista | 265 245 93 88 | 37,86 35 13,29 12,57 | 4 3 1  |

### Langreo
- Alcalde: María Esther Díaz García (PSOE)
- Gobierno municipal: PSOE (en minoría)

| Partido                                                                                          | votos              | % votos           | Ediles |
| ------------------------------------------------------------------------------------------------ | ------------------ | ----------------- | ------ |
| Partido Socialista Obrero Español Partido Popular Izquierda Unida-Bloque por Asturies-Los Verdes | 10.073 6.288 5.138 | 44,76 27,94 22,82 | 10 6 5 |

### Las Regueras
- Alcalde: José Miguel Tamargo Suárez (PSOE)
- Gobierno municipal: PSOE

| Partido                                           | votos   | % votos     | Ediles |
| ------------------------------------------------- | ------- | ----------- | ------ |
| Partido Socialista Obrero Español Partido Popular | 773 436 | 57,17 32,25 | 7 4    |

### Laviana
- Alcalde: José Marciano Barreñada Bazán (PSOE) (hasta el 22 de septiembre de 2008)

Adrián Barbón Rodríguez (PSOE) (desde el 30 de septiembre de 2008)
- Gobierno municipal: PSOE e IU-BA-LV

| Partido | votos                 | % votos             | Ediles  |
| --- | --------------------- | ------------------- | ------- |
| Partido Socialista Obrero Español Partido Popular Izquierda Unida-Bloque por Asturies-Los Verdes Unión Renovadora Asturiana-Partíu Asturianista | 3.565 2.093 1.510 706 | 44,28 26 18,76 8,77 | 8 5 3 1 |

### Lena
- Alcalde: Ramón Arguelles Cordero (IU-BA-LV)
- Gobierno municipal: IU-BA-LV (en minoría)

| Partido | votos                 | % votos                | Ediles |
| --- | --------------------- | ---------------------- | ------ |
| Izquierda Unida-Bloque por Asturies-Los Verdes Partido Socialista Obrero Español Partido Popular Asamblea de Ciudadanos por la Izquierda | 2.365 2.301 1.777 397 | 32,41 31,53 24,35 5,44 | 6 4 1  |

### Llanera
- Alcalde: José Avelino Sánchez Menéndez (PP)
- Gobierno municipal: PP

| Partido                                                                                          | votos           | % votos          | Ediles |
| ------------------------------------------------------------------------------------------------ | --------------- | ---------------- | ------ |
| Partido Popular Partido Socialista Obrero Español Izquierda Unida-Bloque por Asturies-Los Verdes | 3.686 2.753 752 | 48,89 36,52 9,97 | 9 7 1  |

### Llanes
- Alcalde: María Dolores Álvarez Campillo (PSOE)
- Gobierno municipal: PSOE

| Partido                                           | votos       | % votos     | Ediles |
| ------------------------------------------------- | ----------- | ----------- | ------ |
| Partido Socialista Obrero Español Partido Popular | 4.627 3.372 | 51,25 37,35 | 10 7   |

### Mieres
- Alcalde: Luis María García García (PSOE)
- Gobierno municipal: PSOE (en minoría)

| Partido                                                                                          | votos             | % votos           | Ediles |
| ------------------------------------------------------------------------------------------------ | ----------------- | ----------------- | ------ |
| Partido Socialista Obrero Español Partido Popular Izquierda Unida-Bloque por Asturies-Los Verdes | 9.418 7.749 5.135 | 40,04 32,94 21,83 | 9 7 5  |

### Morcín
- Alcalde: Jesús Álvarez Barbao (PSOE)
- Gobierno municipal: PSOE (en minoría)

| Partido                                                                                          | votos       | % votos        | Ediles |
| ------------------------------------------------------------------------------------------------ | ----------- | -------------- | ------ |
| Partido Socialista Obrero Español Partido Popular Izquierda Unida-Bloque por Asturies-Los Verdes | 809 746 226 | 41 37,81 11,45 | 5 1    |

### Muros del Nalón
- Alcalde: María del Carmen Arango Sánchez (PSOE)
- Gobierno municipal: PSOE

| Partido                                                            | votos       | % votos          | Ediles |
| ------------------------------------------------------------------ | ----------- | ---------------- | ------ |
| Partido Socialista Obrero Español Cambio Siglo XXI Partido Popular | 702 437 180 | 49,3 30,69 12,64 | 5 3 1  |

### Nava
- Alcalde: Claudio Esobio Valvidares (PSOE)
- Gobierno municipal: PSOE

| Partido                                                                  | votos         | % votos           | Ediles |
| ------------------------------------------------------------------------ | ------------- | ----------------- | ------ |
| Partido Socialista Obrero Español Partido Popular Asturianistes por Nava | 1.537 972 502 | 47,31 29,92 15,45 | 7 4 2  |

### Navia
- Alcalde: Ignacio García Palacios (PSOE)
- Gobierno municipal: PSOE y IU-BA-LV

| Partido                                                                                          | votos           | % votos           | Ediles |
| ------------------------------------------------------------------------------------------------ | --------------- | ----------------- | ------ |
| Partido Socialista Obrero Español Partido Popular Izquierda Unida-Bloque por Asturies-Los Verdes | 2.362 2.301 748 | 42,71 41,61 13,53 | 6 1    |

### Noreña
- Alcalde: César Movilla Anta (PSOE)
- Gobierno municipal: PSOE y IU-BA-LV (hasta el 14 de abril de 2009)

PSOE, IU-BA-LV y URAS-PAS (desde el 14 de abril de 2009)
| Partido | votos               | % votos                | Ediles |
| --- | ------------------- | ---------------------- | ------ |
| Partido Popular Partido Socialista Obrero Español Izquierda Unida-Bloque por Asturies-Los Verdes Unión Renovadora Asturiana-Partíu Asturianista | 1.144 1.034 399 205 | 37,83 34,19 13,19 6,78 | 5 2 1  |

### Onís
- Alcalde: José Antonio Gutiérrez González (PSOE)
- Gobierno municipal: PSOE

| Partido                                           | votos   | % votos     | Ediles |
| ------------------------------------------------- | ------- | ----------- | ------ |
| Partido Socialista Obrero Español Partido Popular | 405 155 | 69,11 26,45 | 5 2    |

### Oviedo
- Alcalde: Gabino de Lorenzo Ferrera (PP)
- Gobierno municipal: PP

| Partido                                                                                   | votos               | % votos          | Ediles |
| ----------------------------------------------------------------------------------------- | ------------------- | ---------------- | ------ |
| Partido Popular Partido Socialista Obrero Español Asamblea de Ciudadanos por la Izquierda | 64.237 34.331 7.198 | 55,97 29,91 6,27 | 17 9 1 |

### Parres
- Alcalde: Manuel Millán García González (PSOE)
- Gobierno municipal: PSOE e IU-BA-LV

| Partido                                                                                          | votos           | % votos           | Ediles |
| ------------------------------------------------------------------------------------------------ | --------------- | ----------------- | ------ |
| Partido Socialista Obrero Español Partido Popular Izquierda Unida-Bloque por Asturies-Los Verdes | 1.359 1.220 752 | 39,46 35,42 21,84 | 5 3    |

### Peñamellera Alta
- Alcalde: Rosa María Domínguez de Posada Puertas (PP)
- Gobierno municipal: PP

| Partido                                           | votos   | % votos     | Ediles |
| ------------------------------------------------- | ------- | ----------- | ------ |
| Partido Popular Partido Socialista Obrero Español | 326 234 | 57,29 41,12 | 4 3    |

### Peñamellera Baja
- Alcalde: José Manuel Fernández Díaz (PP)
- Gobierno municipal: PP

| Partido                                           | votos   | % votos     | Ediles |
| ------------------------------------------------- | ------- | ----------- | ------ |
| Partido Popular Partido Socialista Obrero Español | 664 424 | 58,04 37,06 | 6 3    |

### Pesoz
- Alcalde: José Manuel Valledor Pereda (PSOE)
- Gobierno municipal: PSOE

| Candidato | Partido | votos          |
| --- | ------- | -------------- |
| José Manuel Valledor Pereda Marta Allonca Díaz José Manuel Mera Monteserín Ana María Martínez Fernández María Rogelia Monteserín Álvarez-Linera | PSOE PP | 99 98 95 75 41 |

### Piloña
- Alcalde: Camilo Montes Díaz (PSOE)
- Gobierno municipal: PSOE e IAS

| Partido                                                               | votos           | % votos         | Ediles |
| --------------------------------------------------------------------- | --------------- | --------------- | ------ |
| Partido Popular Partido Socialista Obrero Español Izquierda Asturiana | 2.406 2.389 429 | 44,42 44,1 7,92 | 6 1    |

### Ponga
- Alcalde: Cándido Vega Díaz (URAS-PAS)
- Gobierno municipal: URAS-PAS y PP

| Partido                                                                                          | votos       | % votos          | Ediles |
| ------------------------------------------------------------------------------------------------ | ----------- | ---------------- | ------ |
| Partido Socialista Obrero Español Unión Renovadora Asturiana-Partíu Asturianista Partido Popular | 233 160 117 | 42,67 29,3 21,93 | 3 2    |

### Pravia
- Alcalde: Antonio Silverio de Luis Solar (PSOE)
- Gobierno municipal: PSOE

| Partido                                                           | votos           | % votos          | Ediles |
| ----------------------------------------------------------------- | --------------- | ---------------- | ------ |
| Partido Socialista Obrero Español Partido Popular Unidad Praviana | 3.073 1.919 495 | 53,61 33,48 8,64 | 8 4 1  |

### Proaza
- Alcalde: Ramón Fernández García (PSOE)
- Gobierno municipal: PSOE

| Partido                                                                                            | votos       | % votos           | Ediles |
| -------------------------------------------------------------------------------------------------- | ----------- | ----------------- | ------ |
| Partido Socialista Obrero Español Partido Popular Agrupación Independiente del Municipio de Proaza | 291 186 128 | 47,32 30,24 20,81 | 4 2 1  |

### Quirós
- Alcalde: Agustín Farpón Alonso (PSOE)
- Gobierno municipal: PSOE

| Partido                                                                                          | votos       | % votos          | Ediles |
| ------------------------------------------------------------------------------------------------ | ----------- | ---------------- | ------ |
| Partido Socialista Obrero Español Izquierda Unida-Bloque por Asturies-Los Verdes Partido Popular | 552 287 218 | 51,4 26,72 20,23 | 5 2    |

### Ribadedeva
- Alcalde: Alejandro Reimóndez Cantero (PSOE)
- Gobierno municipal: PSOE

| Partido                                           | votos   | % votos     | Ediles |
| ------------------------------------------------- | ------- | ----------- | ------ |
| Partido Socialista Obrero Español Partido Popular | 878 300 | 71,38 24,39 | 7 2    |

### Ribadesella
- Alcalde: Ramón Manuel Canal Tirador (PSOE)
- Gobierno municipal: PSOE e IU-BA-LV

| Partido                                                                                          | votos           | % votos           | Ediles |
| ------------------------------------------------------------------------------------------------ | --------------- | ----------------- | ------ |
| Partido Popular Partido Socialista Obrero Español Izquierda Unida-Bloque por Asturies-Los Verdes | 1.681 1.053 916 | 42,61 26,69 23,32 | 6 4 3  |

### Ribera de Arriba
- Alcalde: José Ramón García Saiz (PSOE)
- Gobierno municipal: PSOE

| Partido                                                                                          | votos       | % votos           | Ediles |
| ------------------------------------------------------------------------------------------------ | ----------- | ----------------- | ------ |
| Partido Socialista Obrero Español Partido Popular Izquierda Unida-Bloque por Asturies-Los Verdes | 645 312 243 | 52,52 25,41 19,79 | 6 3 2  |

### Riosa
- Alcalde: José Antonio Muñiz Álvarez (PSOE)
- Gobierno municipal: PSOE (en minoría)

| Partido                                                                                          | votos       | % votos           | Ediles |
| ------------------------------------------------------------------------------------------------ | ----------- | ----------------- | ------ |
| Partido Socialista Obrero Español Izquierda Unida-Bloque por Asturies-Los Verdes Partido Popular | 666 445 242 | 46,97 31,38 17,07 | 5 4 2  |

### Salas
- Alcalde: José Manuel Menéndez Fernández (PSOE)
- Gobierno municipal: PSOE

| Partido                                                                                          | votos           | % votos          | Ediles |
| ------------------------------------------------------------------------------------------------ | --------------- | ---------------- | ------ |
| Partido Socialista Obrero Español Partido Popular Izquierda Unida-Bloque por Asturies-Los Verdes | 1.889 1.468 305 | 50,88 39,54 8,21 | 7 5 1  |

### San Martín de Oscos
- Alcalde: José Antonio Martínez Rodil (PSOE)
- Gobierno municipal: PSOE

| Partido                                           | votos   | % votos    | Ediles |
| ------------------------------------------------- | ------- | ---------- | ------ |
| Partido Socialista Obrero Español Partido Popular | 229 141 | 60,74 37,4 | 4 3    |

### San Martín del Rey Aurelio
- Alcalde: Ignacio Fernández Vázquez (PSOE)
- Gobierno municipal: PSOE

| Partido                                                                                          | votos             | % votos           | Ediles |
| ------------------------------------------------------------------------------------------------ | ----------------- | ----------------- | ------ |
| Partido Socialista Obrero Español Partido Popular Izquierda Unida-Bloque por Asturies-Los Verdes | 5.081 3.092 2.104 | 46,47 28,28 19,24 | 9 5 3  |

### San Tirso de Abres
- Alcalde: María Goretti Quintana Rey (PP)
- Gobierno municipal: PP

| Partido                                           | votos   | % votos     | Ediles |
| ------------------------------------------------- | ------- | ----------- | ------ |
| Partido Popular Partido Socialista Obrero Español | 255 210 | 54,03 44,49 | 4 3    |

### Santa Eulalia de Oscos
- Alcalde: Antonio Riveras Díaz (IU-BA-LV)
- Gobierno municipal: IU-BA-LV (en minoría)

| Partido                                                                                          | votos       | % votos         | Ediles |
| ------------------------------------------------------------------------------------------------ | ----------- | --------------- | ------ |
| Izquierda Unida-Bloque por Asturies-Los Verdes Partido Socialista Obrero Español Partido Popular | 162 144 132 | 36,9 32,8 30,07 | 3 2    |

### Santo Adriano
- Alcalde: Carlos de Llanos González (PSOE)
- Gobierno municipal: PSOE

| Partido                                                                          | votos  | % votos     | Ediles |
| -------------------------------------------------------------------------------- | ------ | ----------- | ------ |
| Partido Socialista Obrero Español Izquierda Unida-Bloque por Asturies-Los Verdes | 114 66 | 59,69 34,55 | 5 2    |

### Sariego
- Alcalde: Francisco Javier Parajón Vigil (PROMUSA)
- Gobierno municipal: PROMUSA

| Partido | votos          | % votos               | Ediles |
| --- | -------------- | --------------------- | ------ |
| Progreso Municipal de Sariego Sariego Democracia Partido Socialista Obrero Español Izquierda Unida-Bloque por Asturies-Los Verdes | 537 149 117 94 | 55,3 15,35 12,05 9,68 | 6 1    |

### Siero
- Alcalde: Juan José Corrales Montequín (PSOE)
- Gobierno municipal: PSOE (en minoría)

| Partido | votos                               | % votos                     | Ediles |
| --- | ----------------------------------- | --------------------------- | ------ |
| Partido Socialista Obrero Español Partido Popular Partido Independiente de Siero Izquierda Unida-Bloque por Asturies-Los Verdes Conceyu Astur Plataforma Vecinal de La Fresneda | 8.343 8.295 2.256 1.966 1.758 1.557 | 33,2 33,01 8,98 7,82 7 6,27 | 8 2 1  |

### Sobrescobio
- Alcalde: Vicente Álvarez González (PSOE) (hasta el 25 de junio de 2008) +

Marcelino Martínez Menéndez (PSOE) (desde el 25 de junio de 2008)
- Gobierno municipal: PSOE

| Partido                                           | votos   | % votos     | Ediles |
| ------------------------------------------------- | ------- | ----------- | ------ |
| Partido Socialista Obrero Español Partido Popular | 448 184 | 66,08 27,14 | 5 2    |

### Somiedo
- Alcalde: Belarmino Fernández Fervienza (PSOE)
- Gobierno municipal: PSOE

| Partido                                           | votos   | % votos     | Ediles |
| ------------------------------------------------- | ------- | ----------- | ------ |
| Partido Socialista Obrero Español Partido Popular | 638 211 | 72,17 23,87 | 7 2    |

### Soto del Barco
- Alcalde: Jaime José Menéndez Corrales (PSOE)
- Gobierno municipal: PSOE

| Partido                                                                                          | votos         | % votos          | Ediles |
| ------------------------------------------------------------------------------------------------ | ------------- | ---------------- | ------ |
| Partido Socialista Obrero Español Partido Popular Izquierda Unida-Bloque por Asturies-Los Verdes | 1.539 728 329 | 58,47 27,66 12,5 | 7 3 1  |

### Tapia de Casariego
- Alcalde: Gervasio Acevedo Fernández (PP)
- Gobierno municipal: PP

| Partido                                                                 | votos         | % votos           | Ediles |
| ----------------------------------------------------------------------- | ------------- | ----------------- | ------ |
| Partido Popular Alternativa por Tapia Partido Socialista Obrero Español | 1.296 779 579 | 45,65 27,44 20,39 | 6 3 2  |

### Taramundi
- Alcalde: Eduardo Lastra Pérez (PSOE)
- Gobierno municipal: PSOE

| Partido                                           | votos   | % votos    | Ediles |
| ------------------------------------------------- | ------- | ---------- | ------ |
| Partido Socialista Obrero Español Partido Popular | 404 100 | 74,4 18,42 | 6 1    |

### Teverga
- Alcalde: María del Carmen Fernández Alonso (PSOE)
- Gobierno municipal: PSOE e IU-BA-LV

| Partido | votos           | % votos               | Ediles |
| --- | --------------- | --------------------- | ------ |
| Partido Socialista Obrero Español Independientes por Teverga Partido Popular Izquierda Unida-Bloque por Asturies-Los Verdes | 666 426 169 138 | 47,2 30,19 11,98 9,78 | 4 3 1  |

### Tineo
- Alcalde: Marcelino Marcos Líndez (PSOE)
- Gobierno municipal: PSOE

| Partido | votos           | % votos        | Ediles |
| --- | --------------- | -------------- | ------ |
| Partido Socialista Obrero Español Partido Popular Unión Renovadora Asturiana-Partíu Asturianista-Unidad Campesina de Tineo | 4.114 2.116 602 | 57,1 29,16 8,3 | 11 5 1 |

### Valdés
- Alcalde: Juan José Adolfo Fernández Pereiro (PSOE)
- Gobierno municipal: PSOE

| Partido                                           | votos       | % votos    | Ediles |
| ------------------------------------------------- | ----------- | ---------- | ------ |
| Partido Socialista Obrero Español Partido Popular | 4.768 2.398 | 58,65 29,5 | 11 6   |

### Vegadeo
- Alcalde: Juan de la Cruz Antolín Rato (PSOE)
- Gobierno municipal: PSOE

| Partido                                           | votos       | % votos     | Ediles |
| ------------------------------------------------- | ----------- | ----------- | ------ |
| Partido Socialista Obrero Español Partido Popular | 1.456 1.351 | 49,73 46,14 | 6 5    |

### Villanueva de Oscos
- Alcalde: José Antonio González Braña (PSOE)
- Gobierno municipal: PSOE

| Partido                                           | votos  | % votos     | Ediles |
| ------------------------------------------------- | ------ | ----------- | ------ |
| Partido Socialista Obrero Español Partido Popular | 215 96 | 64,76 28,92 | 5 2    |

### Villaviciosa
- Alcalde: Manuel Busto Alonso (URAS-PAS)
- Gobierno municipal: PP y URAS-PAS

| Partido                                                                                          | votos             | % votos          | Ediles |
| ------------------------------------------------------------------------------------------------ | ----------------- | ---------------- | ------ |
| Partido Popular Partido Socialista Obrero Español Unión Renovadora Asturiana-Partíu Asturianista | 3.609 3.176 1.423 | 41,34 36,38 16,3 | 7 3    |

### Villayón
- Alcalde: Ramón Rodríguez González (PP)
- Gobierno municipal: PP

| Partido                                           | votos   | % votos     | Ediles |
| ------------------------------------------------- | ------- | ----------- | ------ |
| Partido Popular Partido Socialista Obrero Español | 790 486 | 60,54 37,24 | 6 3    |

### Yernes y Tameza
- Alcalde: José Ramón Fernández Díaz (PP)
- Gobierno municipal: PP

| Candidato | Partido     | Votos          |
| --- | ----------- | -------------- |
| José Ramón Fernández Díaz Miguel Ángel González Tuñón Ramón González Fernández María Estrella Álvarez Fernández Braulio García Álvarez | PP IU-BA-LV | 92 84 83 79 65 |